# G N’ R Lies
G N’ R Lies (также известный как Lies) — второй студийный альбом группы Guns N’ Roses, вышедший в 1988 году. По данным RIAA, было продано более пяти миллионов копий только в США.

## Об альбоме
Первые четыре трека ранее уже выпускались на EP Live ?!*@ Like a Suicide. Четыре последние песни были записаны с использованием акустических гитар. Они были написаны и записаны всего за несколько сессий в студии (за исключением «You’re Crazy», которая была включена в альтернативную версию альбома Appetite for Destruction).
В более поздних интервью, Эксл Роуз говорил, что ему нравится как группа звучала на последних четырёх песнях, но он ненавидел звук своего голоса. Роуз вспомнил, что его голос был хриплым и грубым из-за длительных гастролей группы в то время, и если бы он мог, то заново записал бы свои вокальные партии.
«You’re Crazy» вышла ранее на дебютном альбоме группы, Appetite for Destruction и в настоящем альбоме записана как первоначально задумана.

## Список композиций
Авторами всех песен обозначены Guns N 'Roses, кроме двух кавер-версий: «Nice Boys», авторства Rose Tattoo и «Mama Kin», Стивена Тайлера. Ниже указаны фактические авторы.
| №  | Название                               | Автор(ы)                                                                       | Длительность |
| -- | -------------------------------------- | ------------------------------------------------------------------------------ | ------------ |
| 1. | «Reckless Life»                        | Slash, Izzy Stradlin, Duff McKagan                                             | 3:20         |
| 2. | «Nice Boys» (песня группы Rose Tattoo) | Angry Anderson, Mick Cocks, Geordie Leach, Dallas "Digger" Royall, Peter Wells | 3:03         |
| 3. | «Move to the City»                     | Stradlin, Del James, Chris Weber                                               | 3:42         |
| 4. | «Mama Kin» (песня группы Aerosmith)    | Steven Tyler                                                                   | 3:57         |

| №  | Название                  | Автор(ы)                  | Длительность |
| -- | ------------------------- | ------------------------- | ------------ |
| 5. | «Patience»                | Stradlin                  | 5:56         |
| 6. | «Used to Love Her»        | Stradlin, Slash           | 3:13         |
| 7. | «You're Crazy» (acoustic) | Axl Rose, Slash, Stradlin | 4:10         |
| 8. | «One in a Million»        | Rose                      | 6:10         |

## Участники записи
- Эксл Роуз — вокал, производства
- Слэш — гитара, акустическая гитара (5-8), бэк-вокал, продюсирование
- Иззи Стрэдлин — ритм-гитара, бэк-вокал, акустическая гитара (5-8), продюсирование
- Дафф Маккаган — бас-гитара, бэк-вокал, акустическая гитара (5, 8), продюсирование
- Стивен Адлер — барабаны, ударные, бэк-вокал, продюсирование